# علي باشا المولدونجي
علي باشا المولدونجي (بالتركية: Moldovancı Ali Paşa)‏ كان الصدر الأعظم للدولة العثمانية في الفترة ما بين 12 أغسطس 1769 حتى 12 ديسمبر 1769.